# Van Cortlandt Park – 242nd Street
Van Cortlandt Park – 242nd Street – stacja początkowa metra nowojorskiego, na linii 1. Znajduje się w dzielnicy Bronx, w Nowym Jorku i zlokalizowana jest przed stacją 238th Street. Została otwarta 1 sierpnia 1908.